# Karim Bachar
Karim Bachar (Anversa, 11 agosto 1975) è un allenatore di calcio a 5 ed ex giocatore di calcio a 5 belga.

## Carriera
Nato in Belgio da genitori marocchini, è cresciuto giocando a calcio nel settore giovanile del Berchem per poi dedicarsi, a partire dai 17 anni, al calcio a 5. Per l'intera carriera ha militato in società di Anversa, legandosi in particolare al Forcom Anversa, che nel 2007 è divenuto FT Anversa. Per oltre un decennio Bachar ha fatto parte inoltre della Nazionale maschile di calcio a 5 del Belgio, con cui ha preso parte a tre campionati europei. In totale, ha disputato 101 incontri con la Nazionale maschile di calcio a 5 del Belgio, realizzando 61 reti. Nelle ultime stagioni ha alternato il ruolo di giocatore con quello di allenatore. Già allenatore delle selezioni giovanili nonché collaboratore della Nazionale, nel dicembre del 2019 viene nominato commissario tecnico in seguito alle dimissioni di Luca Cragnaz.